# Storängens station
Storängens station är en järnvägsstation på Saltsjöbanan i Storängen, Nacka kommun. Stationen öppnades den 1 juli 1904. Stationen ligger i sydöstra delen av Storängen.

## Historik
Under Saltsjöbanans första elva år, 1893–1903, stannade inga tåg vid Storängen. Stationen öppnades den 1 juli 1904, till en början som en mindre så kallad anhaltsstation, där tågen skulle stanna en gång i timmen. Från 18 maj 1905 blev det en station med stationshus, som också rymde postkontor och en kiosk. Stationshuset ritades av arkitekt Gustaf Hugo Sandberg. Han ritade även stationshusen i Igelboda och Solsidan.
Storängens villasamhälle grundades 1904 av Tjänstemännens Egnahemsförening vid Storängen och föreningen lyckades att förhandla fram ett fast biljettpris Storängen-Stockholm. Priset för en årsbiljett var 55 kronor för "fullvuxen person" och 30 kronor för "barn i skolåldern". Detta biljettpris ändrades inte förrän Storstockholms Lokaltrafik 1969 övertog trafiken på Saltsjöbanan.
När samhället planerades anlades gatunätet så att från stationen strålar huvudvägarna Järlavägen, Ängsvägen, Lindvägen och John Lodéns väg ut mot norr och nordväst. På så vis kunde nästan alla tomter nås lätt. Dubbelspår lades ut 1911–1913 mot Saltsjö-Duvnäs. Avståndet från station Slussen är 6,6 kilometer. Stationshuset finns fortfarande (2013) kvar och är en av de bäst bevarade ursprungliga stationsbyggnaderna längs Saltsjöbanan.

## Galleri

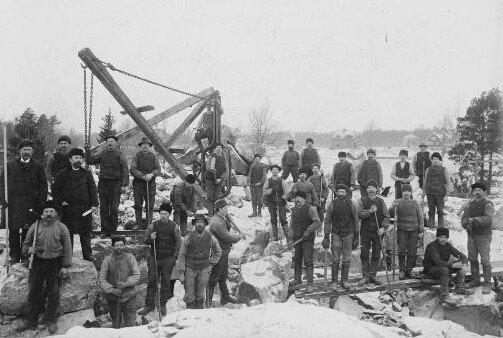
Rallarlaget vid uppförandet av stationsbyggnaden, 1905
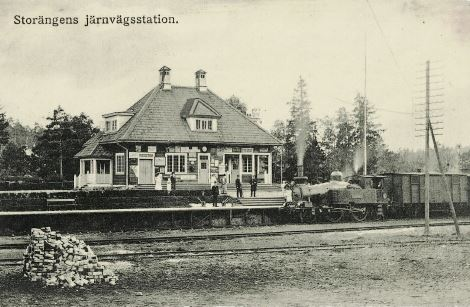
Godståg vid Storängens station, cirka 1910
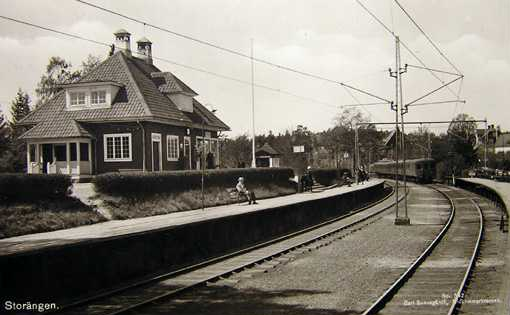
Spårområdet och stationshuset på 1960-talet
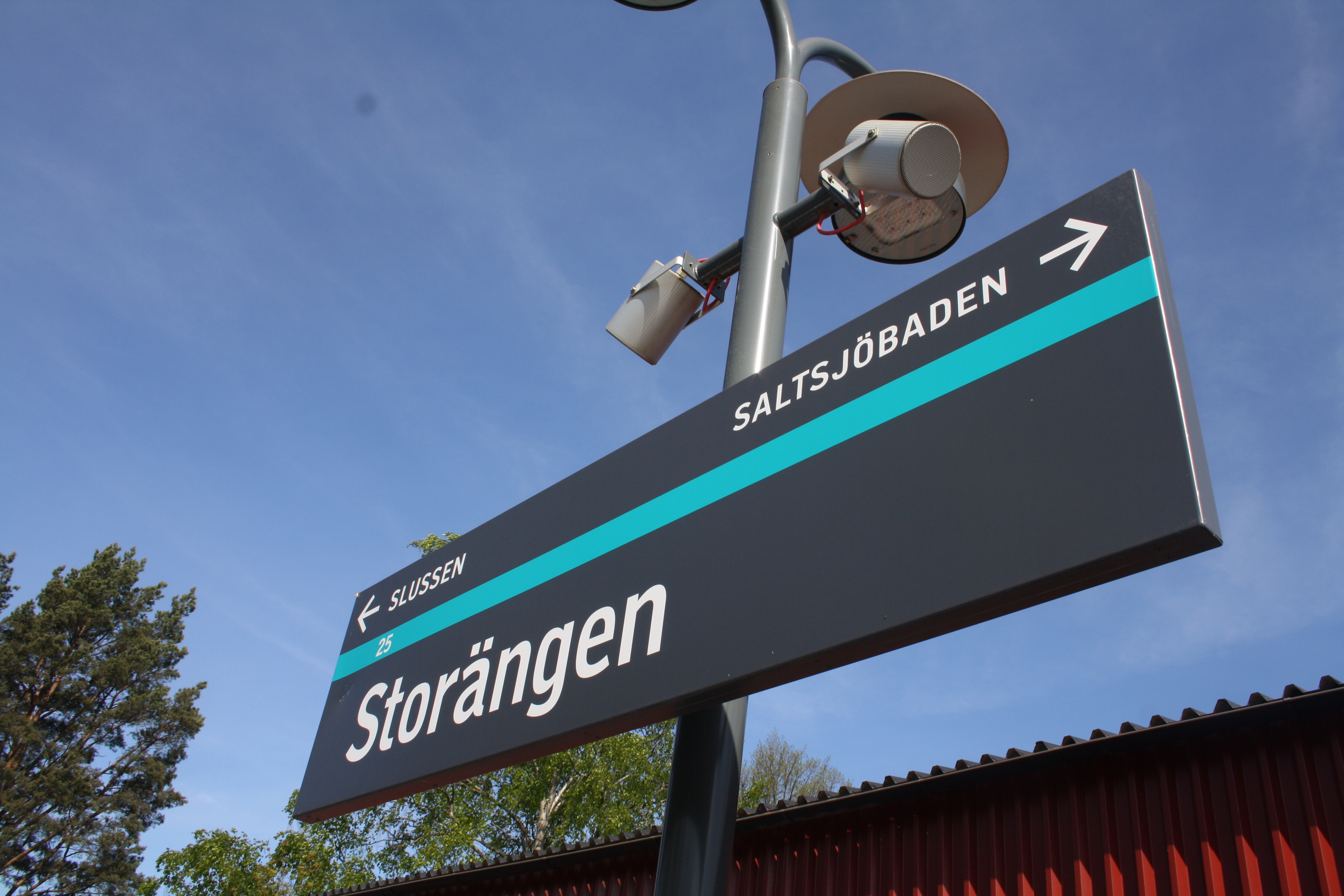
Stationsskylt
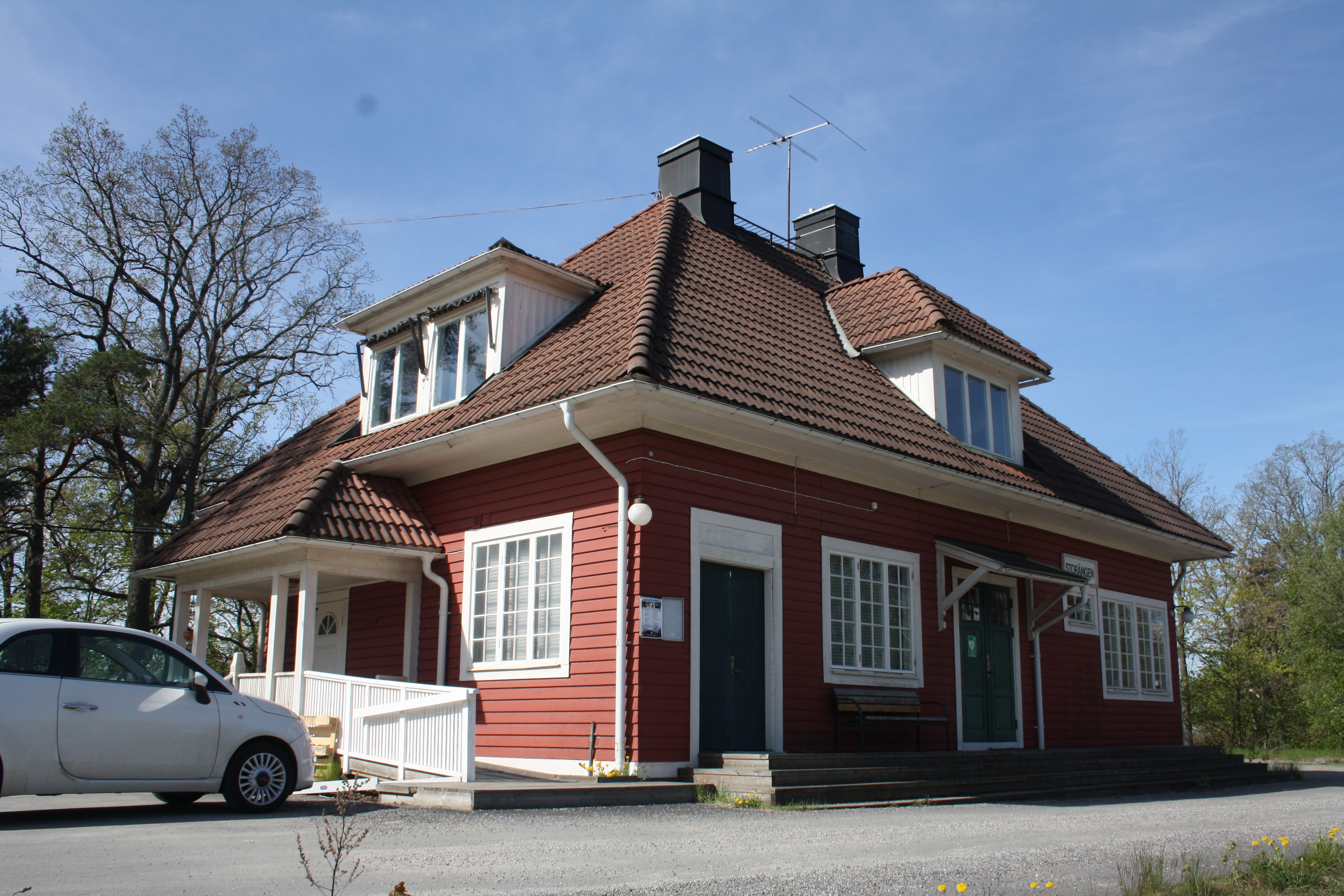
Stationshuset
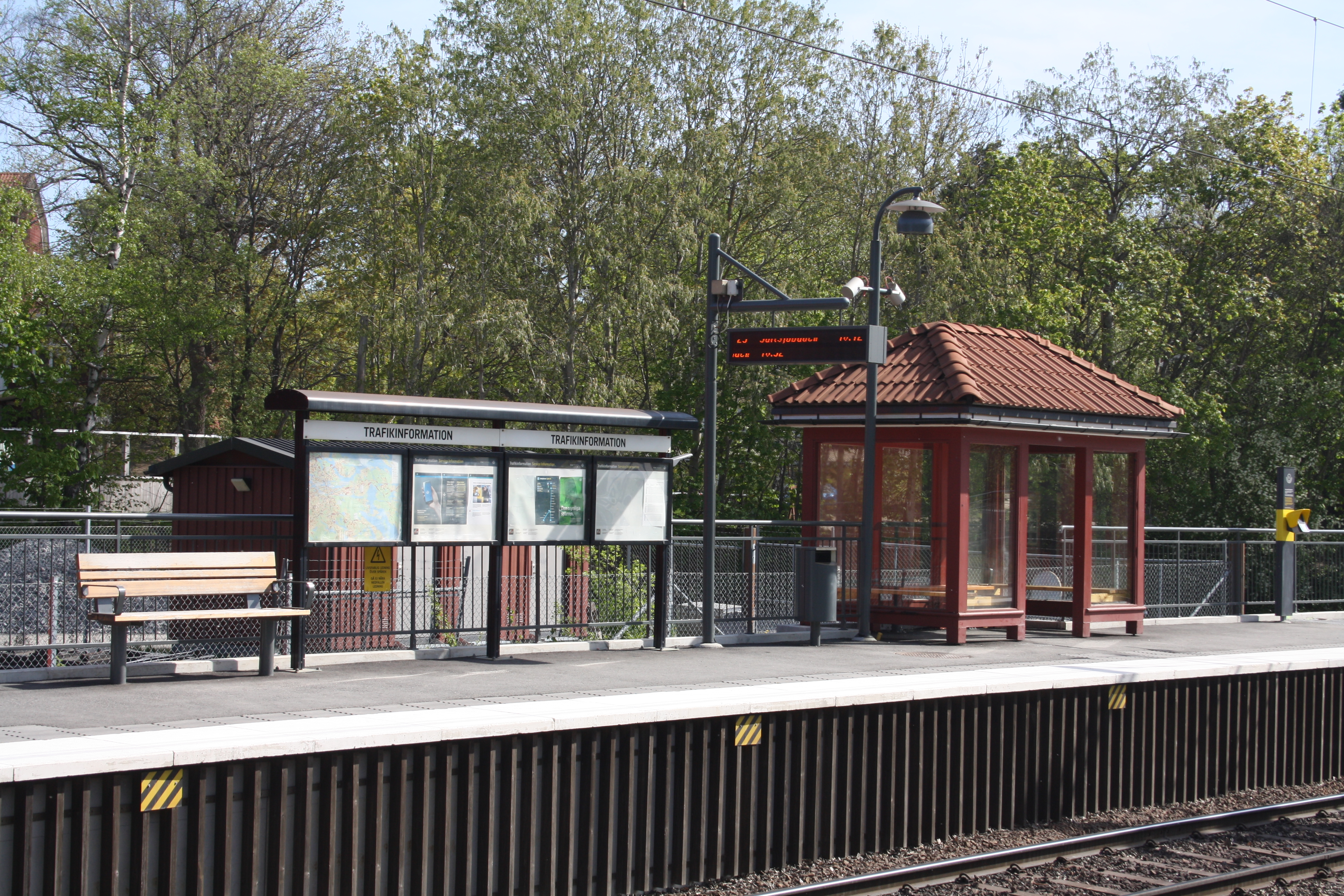
Perrongen
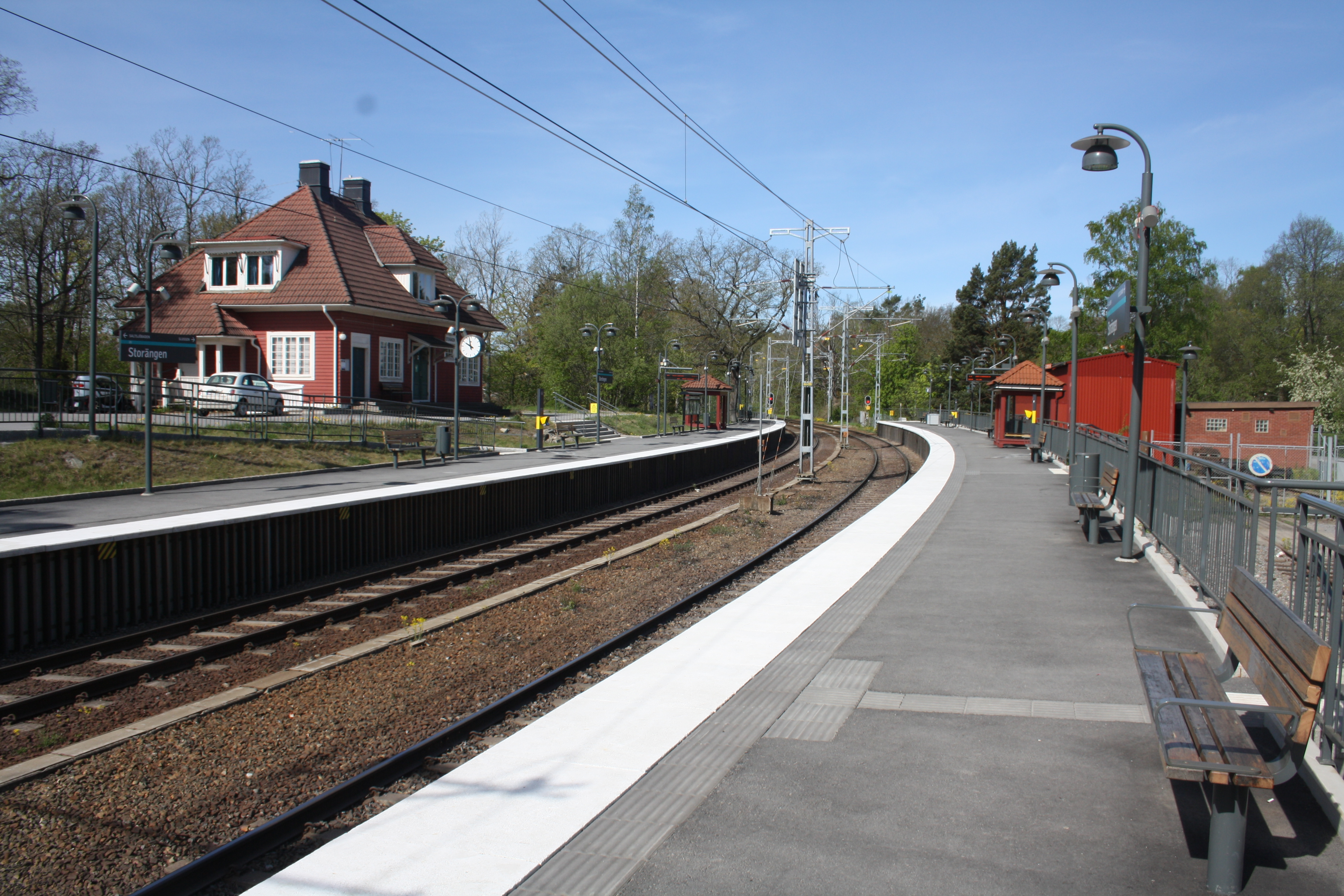
Stationen